# 昭献貴妃
昭献貴妃（しょうけんきひ、? - 永楽18年（1420年）7月）は、明の成祖永楽帝の貴妃。姓は王氏。蘇州の人。

## 生涯
永楽7年（1409年）に昭容（嬪）となり、後に貴妃にいたった。人に対してとても優しく、永楽帝に信頼された。晩年の永楽帝は怒りを抑えられなくなっていて、多くの者が過酷な処罰を受けたが、太子（のちの洪熙帝）以下、誰もが彼女の庇護を頼った。
永楽18年（1420年）7月に死去した。永楽帝はその死を悼み、昭献と諡された。『朝鮮王朝実録』によると、永楽帝は王氏を皇后に立てることを考えていた。王氏の死後、永楽帝はその残虐さに拍車がかかった。

## 伝記資料
- 『明成祖実録』
- 『明史』
- 『朝鮮王朝実録』